# Reason (албум на Мелани Си)
Reason е вторият студиен албум на английската певица Мелани Си, издаден през 2003 г. Албумът успява да достигне пето място във Великобритания.

## Списък с песните

### Оригинален траклист
1. „Here It Comes Again“ – 4:17
2. „Reason“ – 4:20
3. „Lose Myself in You“ – 4:12
4. „On the Horizon“ – 3:36
5. „Positively Somewhere“ – 3:44
6. „Melt“ – 3:44
7. „Do I“ – 3:34
8. „Soul Boy“ – 4:27
9. „Water“ – 3:37
10. „Home“ – 4:38
11. „Let's Love“ – 3:23
12. „Yeh Yeh Yeh“ – 4:20

### Японско издание
1. „Independence Day“ – 4:20
2. „Love to You“ – 4:36